# 竹沢弥七
竹澤 彌七（たけざわ やしち、新字体：竹沢 弥七）は、上方の義太夫節の三味線方の名跡。

## 初代
初代 竹澤 彌七（生年不詳 - 宝暦4年旧暦6月17日（1754年8月5日））
初代竹澤藤四郞の門下。享保6年（1721年）に竹本座のワキを務めたのを皮切りに、延享2年（1745年）には越後座と小和泉座で三味線筆頭を務め、その後豊竹座を経て竹本座に戻る。以後大坂で人気を博した。

## 二代目
二代目 竹澤 彌七（生没年不詳）
初代の門弟の竹澤駒吉が明和7年（1770年）に二代目を襲名。竹本座や豊竹此吉座などを転々とした。

## 三代目
三代目 竹澤 彌七（安永6年（1777年）- 文政7年旧暦閏8月16日（1824年9月26日））
二代目の門弟で、初名は竹澤源吉、のち竹澤仙左衛門、二代目竹澤權右衞門を経て、文化5年（1808年）に三代目を襲名。しかし文化8年に初代豐澤廣助を名乗って豊沢派の祖となった。

## 四代目
四代目 竹澤 彌七（生年不詳 - 天保4年旧暦8月18日（1833年10月1日））
大坂の生まれ、二代目の門弟の初代竹澤宗六が文政4年（1821年）に四代目を襲名。通称「新町彌七」。

## 五代目
五代目 竹澤 彌七（生年不詳 - 安政2年（1855年））
泉州 堺の生まれ。はじめ四代目の門下で竹澤力造、のち二代目竹澤宗六を経て、天保6年（1835年）に五代目を襲名、そののち四代目竹澤權右衞門を襲名した。

## 六代目
六代目 竹澤 彌七（生没年不詳）
はじめ五代目の門下で瀧澤藏一、のち竹澤瀧藏を経て、文久2年（1862年）に六代目を襲名。

## 七代目
七代目 竹澤 彌七（天保2年旧暦8月1日（1831年9月6日）- 明治9年（1876年）9月18日）
紀州の生まれ。はじめ六代目の門下で竹澤瀧造を名乗り明治2年（1869年）に大阪の堀江芝居で大三味線を弾いたのが話題となったものの、こののち大三味線が大流行して真似る者が現れたことから、大阪浄瑠璃界を追われる羽目となるが、のちに復帰。明治7年（1874年）には東京で大三味線を弾いたことで帝都でもその名が知られるようになった。

## 八代目
八代目 竹澤 彌七（弘化元年（1844年）- 大正5年（1916年）8月1日）
京都の生まれ、本名は上田彌造。はじめ七代目の門下で竹澤爲造、のち初代竹澤彌造、四代目竹澤團六、四代目竹澤宗六を経て、明治11年（1878年）に八代目を襲名したという。通称「因幡薬師」。六代目竹本綱太夫と親戚。

## 九代目
九代目 竹澤 彌七（慶応4年旧暦8月14日（1868年9月29日）- 昭和26年（1951年）3月16日）
京都の生まれ、本名は平岡勝次郎。八代目の門下で明治9年（1876年）に竹澤宗之助、次いで明治14年（1881年）二代目竹澤彌造、明治23年（1890年）五代目竹澤團六、明治33年（1900年）五代目竹澤宗六と改名し、大正5年（1916年）11月に九代目を襲名した。大正10年（1921年）に引退するが、戦後の昭和22年（1947年）10月に三代目竹澤藤四郞を襲名して文楽座で舞台に復帰した。

## 十代目
十代目 竹澤 彌七（明治43年（1910年）9月12日 - 昭和51年（1976年）10月24日?）
京都先斗町のお茶屋の子として生まれる。本名は井上一雄。大正6年（1917年）九代目に入門、翌年竹澤一雄を名乗って京都竹豊座で初舞台を踏み、大正8年（1919年）には三代目竹澤團二郞を襲名した。その後六代目竹澤團六の門下になり文楽座入り。昭和11年（1936年）には八代目竹本綱大夫らと新義座の結成に参加するが、2年後綱大夫と共に文楽座に復帰して七代目竹澤團六を襲名。昭和22年（1947年）に十代目を襲名した。
昭和34年（1959年）には新橋演舞場で八代目松本幸四郎らと歌舞伎と文楽の提携による『日向島』を試演。八代目綱大夫との相三味線は以後綱大夫が死去する昭和44年（1969年）まで続いた。昭和46年（1971年）紫綬褒章。昭和47年（1972年）人間国宝に認定。昭和50年（1975年）に毎日演劇賞と文化庁芸術祭賞、翌年には日本芸術院賞を受賞した。
1976年10月23日に失踪を遂げ、同月30日に京都市伏見区の丹下ダムで遺体が発見された。検視の結果24日頃に琵琶湖疏水に入水自殺したものと断定された。前年「思うように三味線が弾けない」と出演に穴を開けることがあり、失踪の一ヶ月前にも市川猿之助から『雙生隅田川』の作曲を褒められるも「この作品は弥七の一生で最低の作品や」と漏らしていたという。山川静夫原作・鶴澤清治節付による創作浄瑠璃『弥七の死』は、この十代目が長年の相三味線だった八代目綱大夫を失ってから自殺に至るまでの晩年の苦悩を描いている。